# Kristina Makarenko
Kristina Makarenko (née Sivkova le 28 février 1997 à Kormilovka, oblast d'Omsk) est une athlète russe, spécialiste du sprint.

## Biographie
En raison de la suspension de la Russie pour dopage organisé, Kristina Sivkova n'a pu participer à des compétitions hors du territoire et a donc manqué les 3 rendez-vous internationaux de 2016 : les mondiaux en salle, les Championnats d'Europe et les Jeux olympiques de Rio. Le 23 février 2017, elle fait partie des 3 athlètes russes (avec Aleksiy Sokirskiy et Anzhelika Sidorova) à être autorisés à concourir sous la bannière d'"athlète neutre" par l'IAAF. Bien que désormais éligible pour l'Euro en salle de Belgrade du 3 au 5 mars suivant, l'athlète ne prendra pas part à la compétition.
Elle remporte les championnats de Russie en salle 2020 sur 60 m en portant son record personnel à 7 s 09.

## Vie privée
Elle est mariée au décathlonien Artem Makarenko.

## Palmarès
| Date                      | Compétition                   | Lieu                   | Résultat               | Épreuve                | Temps                  |
| Représentant la Russie    | Représentant la Russie        | Représentant la Russie | Représentant la Russie | Représentant la Russie | Représentant la Russie |
| ------------------------- | ----------------------------- | ---------------------- | ---------------------- | ---------------------- | ---------------------- |
| 2014                      | Championnats d'Europe         | Zurich                 | 3e                     | 4 x 100 m              | 43 s 22                |
| 2015                      | Championnats d'Europe juniors | Eskilstuna             | 3e                     | 100 m                  | 11 s 68                |
| En tant qu'athlète neutre |                               |                        |                        |                        |                        |
| 2017                      | Championnats d'Europe espoirs | Bydgoszcz              | 6e                     | 100 m                  | 11 s 67                |

## Records
| Épreuve    | Performance    | Lieu         | Date            |
| ---------- | -------------- | ------------ | --------------- |
| 100 mètres | 11 s 22 (+1.0) | Tcheboksary  | 20 juin 2016    |
| 200 mètres | 23 s 35 (+1.2) | Tcheliabinsk | 20 juillet 2018 |

| Épreuve    | Performance | Lieu      | Date            |
| ---------- | ----------- | --------- | --------------- |
| 60 mètres  | 7 s 09      | Moscou    | 25 février 2020 |
| 200 mètres | 23 s 88     | Volgograd | 28 janvier 2017 |